# Carterornis castus
Carterornis castus — вид горобцеподібних птахів родини монархових (Monarchidae). Ендемік Індонезії.

## Поширення і екологія
Представники цього виду мешкають на островах Танімбарського архіпелагу. Вони живуть в рівнинних і гірських вологих тропічних лісах та на болотах.